# 劉汝霖 (光緒進士)
劉汝霖，字雨生，江蘇省江寧府上元縣人，清朝政治人物、書法家。

## 生平
光緒六年（1880年），参加庚辰科殿試，登進士三甲第85名。同年五月，著交吏部掣签，分发各省以知县即用。歷官雷州同知，升知府。善楷书。